# Fengqing
Fengqing är ett härad som lyder under Lincangs stad på prefekturnivå i Yunnan-provinsen i sydvästra Kina.